# Oflag XVII-A
Oflag XVII-A (acronim al lui Offizierslager „lagăr de ofițeri”) a fost înființat de Germania nazistă în timpul celui de-Al Doilea Război Mondial în Austria de Jos, aproape de granița cu Cehia, pentru prizonieri de război francezi. A funcționat din 1940 până în 1945. A rămas celebru pentru evadarea în masă a 132 de prizonieri, cea mai însemnată prin numărul lor dintre toate evadările din lagăre de prizonieri de război.

## Lagărul
După Anschluss (anexarea Austriei) în 1938, germanii au amenajat în Austria de Jos cel mai mare teren de instrucție din Europa Centrală, numit Truppenübungsplatz Döllersheim. Pentru aceasta evacuaseră populația din câteva sate, printre care Edelbach și Döllersheim, și le demolaseră aproape total. În 1940 au construit lagărul pe o parte din acest teren.

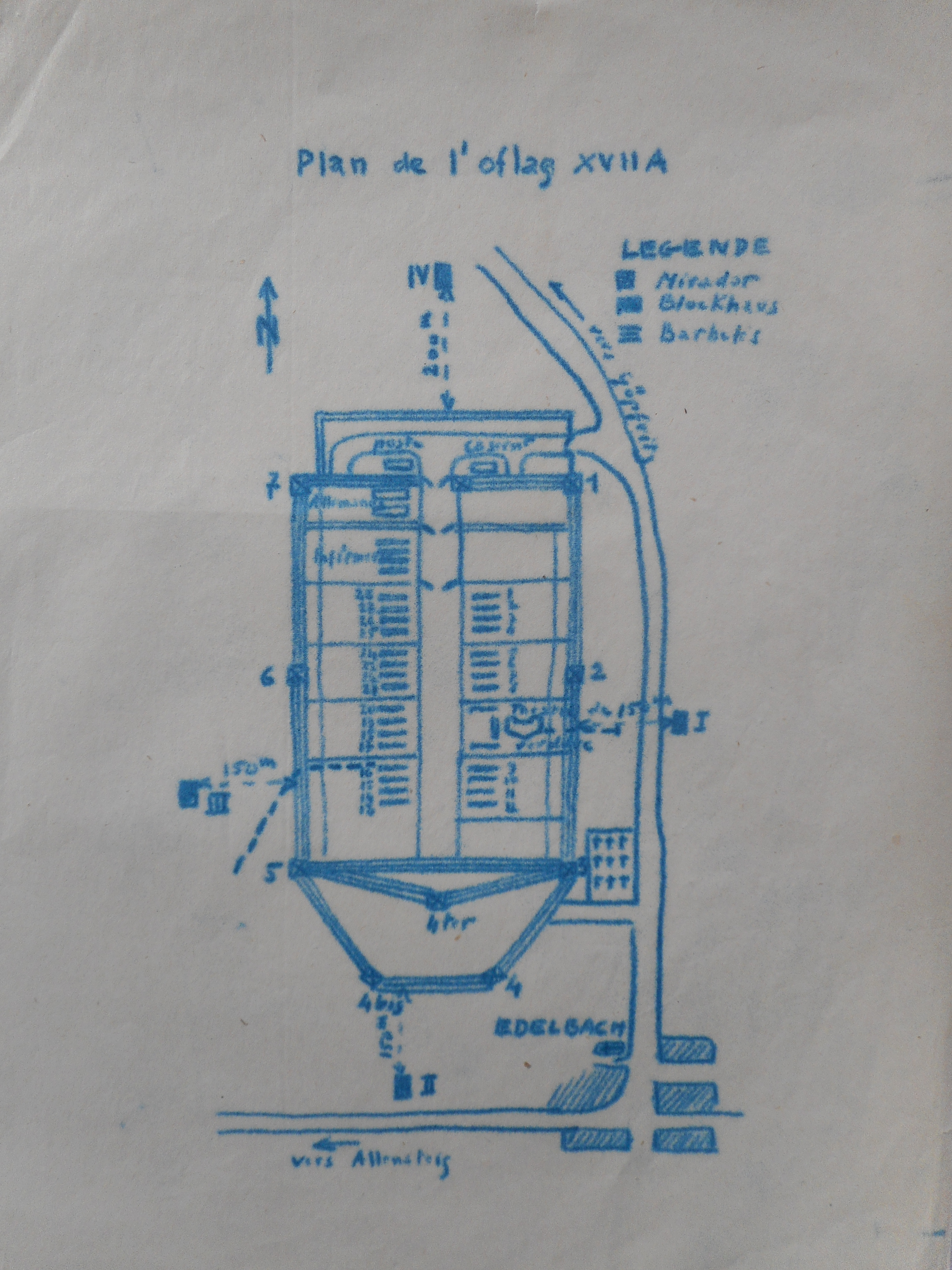
Planul lagărului

Lagărul era înconjurat cu două rânduri de gard de sârmă ghimpată și cuprindea 40 de barăci, câte 20 de o parte și de alta a unei alei centrale. Fiecare baracă avea două încăperi pentru câte 100 de prizonieri, o mică bucătărie și un spălător cu opt chiuvete. Exista și o clădire cu dușuri, unde prizonierii se puteau spăla de două ori pe lună. Jumătatea unei barăci era folosită drept capelă.

## Prizonierii
În cursul existenței lagărului au fost deținuți acolo în medie 4.500 de prizonieri francezi. În afară de aceștia au fost și circa 170 de polonezi. Pe lângă ofițeri mai erau în lagăr și militari de grade inferioare, ordonanțe ale ofițerilor superiori și alții care efectuau muncile fizice necesare în lagăr.

### Condițiile de detenție
În cea mai mare parte a existenței lagărului, condițiile de detenție au fost relativ suportabile, căci germanii respectau în general, în privința Aliaților (în afara sovieticilor), prevederile Convenției de la Geneva din 1929. Prizonierii sufereau iarna de frig, căci clima regiunii era aspră și nu aveau destul combustibil. Au suferit și de foame până când au început să primească colete de la Crucea Roșie franceză și cea internațională, precum și de la familiile lor. Situația cea mai grea au avut-o din toamna lui 1944, când Franța era deja eliberată și nu mai veneau colete, până la întoarcerea acasă în 1945.
Pe lângă suferințele fizice, prizonierii sufereau psihic. La început au crezut că prin armistițiul încheiat de autoritățile franceze cu Germania la 22 iunie 1940, războiul s-a terminat pentru ei și că până la sfârșitul anului vor fi acasă. Când aceasta nu s-a adeverit, mulți au căzut în depresie. Conform Convenției de la Geneva, prizonierii ofițeri nu puteau fi obligați să muncească, prin urmare, în afară de prezența la apeluri, aveau toată ziua la dispoziție. Ca să sufere mai puțin din cauza lipsei de libertate, a lipsei de intimitate în înghesuiala din lagăr, a dorului de casă și de ai lor, a plictiselii și a lipsei de perspectivă, ca să-și mențină sănătatea mintală, trebuiau să aibă măcar alte activități, iar acestea erau încurajate de germani, ca să-i atragă spre colaborare.

#### Activitățile prizonierilor
Mulți prizonieri participau zilnic la slujbe religioase în capelă, asigurate de unii dintre cei peste 70 de prizonieri clerici.
Prizonierii aveau activități sportive, amenajând chiar un fel de stadion.
Activitățile culturale ocupau o mare parte din timp. Prizonierii aveau la dispoziție o bibliotecă și un post de radio, organizau expoziții, manifestări muzicale, literare și teatrale.
Prizonierii redactau și tipăreau propriul lor ziar, Le Canard en KG. Publica orice fel de articole, cu condiția să nu fie politice în general și antigermane în special, desene umoristice, rebusuri, știri sportive, anunțuri de spectacole și de conferințe etc.. În 1942, Academia Franceză a acordat ziarului premiul Eugène Carrière⁠(d).

##### „Universitatea” prizonierilor
Activitatea culturală cea mai însemnată era cea a așa-numitei „universități” a prizonierilor, strâns legată de bibliotecă. Cărțile erau trimise de rude și prieteni din Franța. Începând din iulie 1940, de la ora 8 dimineața la ora 8 seara se țineau în baraca 19 cursuri de limbi străine și conferințe de matematică, drept, biologie, psihologie, muzică, teologie morală, finanțe publice, astronomie, geografie, chiar și echitație. În domeniul geografiei, prizonierii Georges Schouler și Aimé Roze scriau și trimiteau articole unei reviste de specialitate. Într-unul din acestea au relatat despre cursurile de geografie care se țineau în lagăr, unele pentru studenți, de nivel universitar, altele de popularizare, pentru un public larg, altele de nivelul echivalent gimnaziului, pentru soldați.
Corpul didactic cuprindea și oameni de știință consacrați. „Rectorul” era matematicianul Jean Leray, ca civil profesor la Universitatea din Nancy. Mai era acolo matematicianul Jean Ville⁠(d), geologul François Ellenberger⁠(d), care va fi după război președintele Societății Geologice din Franța, și embriologul Étienne Wolff⁠(d), care era evreu. După război, acesta va fi profesor la Collège de France, membru al Academiei de Științe din Paris, apoi și al Academiei Franceze. În mod paradoxal, evreii erau în siguranță în lagărele de prizonieri de război pentru militarii din țările occidentale.
Prizonierii care erau studenți în viața civilă voiau să-și continue sau să-și termine studiile. Au profitat de „universitatea” lagărului între o cincime și un sfert dintre prizonieri. Studiile erau de asemenea un mijloc de evadare mintală din situația în care erau. Profesorii se străduiau să urmeze directivele franceze referitoare la învățământ, pentru ca studiile să fie validate la întoarcerea în viața civilă. Examenele erau severe, ca să se prevină reproșul că „le-au făcut cadou” camarazilor. Circa 500 de prizonieri au obținut diplome care au fost validate după război.
Unii prizonieri au făcut și cercetare în lagăr, printre care Jean Leray. Psihopedagogului Maurice Debesse⁠(d) i-a apărut o carte în 1942. Academia Franceză l-a distins și pe el în acel an cu premiul Eugène Carrère. François Ellenberger, geologul, împreună cu alți geologi, trebuiau să se mulțumească cu pietre găsite pe terenul lagărului, pe care le studiau într-un laborator improvizat. În captivitate, Ellenberger a scris și o lucrare de psihologie, care va apărea curând după război.

### Diferențe de atitudini între prizonieri
Situația prizonierilor francezi era deosebită de cea a britanicilor, Franța fiind ocupată de germani. Unii francezi erau adepții lui Philippe Pétain, șeful așa-zisului Stat Francez, și ai regimului de la Vichy, care colabora cu Germania, iar alții nu acceptau aceasta și se orientau către rezistența împotriva ocupației. Cel puțin în primii ani ai captivității, mulți erau în dilemă, întrebându-se ce era mai bine pentru Franța și cine era loial acesteia: adepții lui Pétain sau cei ai generalului Charles de Gaulle. Exista de asemenea posibilitatea și tentația de a deveni muncitor civil la muncă obligatorie în Germania, putând primi permisii, și chiar aceea de a fi repatriat, cum erau unii bine văzuți de germani. Cu trecerea timpului, mai ales după invadarea de către germani, în 1942, și a părții din Franța numită „zona liberă”, de sub autoritatea teoretică a guvernului de la Vichy, pétainiștii au fost treptat marginalizați. Cei care nu erau de acord cu ei s-au grupat în jurul „universității”, aceasta devenind autoritatea morală a prizonierilor.
S-a ajuns și la conflicte violente când, în primăvara lui 1942, germanii au apelat la „munca voluntară a ofițerilor”. S-au prezentat circa 100. În acest cadru, un grup de vreo 20 de ofițeri a lucrat pe șantierul de restaurare a castelului din Waldreichs. Membrii unui mic grup de opozanți ai acestora, care își dădeau numele de „mafia” căutau să-i convingă pe muncitorii voluntari să renunțe, îi pedepseau pe colaboraționiști prin afișarea infamantă a numelor lor, îi excludeau din unele cercuri, în fine ajungeau și să se bată cu ei.

### Acte de rezistență
În 1942, printre prizonieri a apărut speranța că Germania poate fi învinsă și mulți membri ai „universității” au început activități de rezistență. Germanii au încercat să formeze un „comandament francez intern” loial lor, sperând să poată reduce astfel numărul gardienilor, dar nu au reușit. Dimpotrivă, s-a format o organizație de rezistență pe care autoritățile lagărului nu au putut s-o distrugă. La începutul lui 1943, membrii organizației de rezistență au ajuns să-i înlocuiască în birourile lagărului pe prizonierii adepți ai colaborării.
Existau forme variate de rezistență. Obiectivul general era să facă treaba gardienilor cât mai grea posibil. Forme ușoare de rezistență erau tulburarea apelurilor sau trimiterea a cât mai multe scrisori cu conținut total nesemnificativ, pentru a supraîncărca cenzura și serviciile poștale germane. În ziarul prizonierilor nu era posibilă satirizarea germanilor, dar aceștia nu o puteau împiedica în forma verbală practicată de cabaretul prizonierilor. Alta era afișarea, interzisă de germani, a numelor trădătorilor.
Pe la începutul lui 1943 a fost creat un „cerc gaullist” care era în contact cu un grup din Rezistența franceză. La cererea acesteia, cercul lucra la un proiect de constituție pentru Franța de după război.
Prizonierii erau bombardați de propaganda germană și de cea a guvernului de la Vichy. Pentru a-i rezista, trebuiau să aibă informații din partea adversă. Când unii prizonieri au ajuns în contact cu Rezistența franceză, în lagăr a pătruns în mod regulat ziarul clandestin Défense de la France (Apărarea Franței) publicat de organizația de rezistență cu același nume, precum și traduceri în germană, care ajungeau și la populația din apropierea lagărului.
Organizația de rezistență a reușit să aibă douăsprezece radioreceptoare clandestine, pe care le-au construit din piese ascunse în coletele pe care le primeau. La acestea, un grup al ei numit „difuzarea de informații despre război de la surse aliate” asculta știrile de la aceste surse și redacta comunicate pe baza celor auzite. La cursul de stenografie din cadrul „universității” se copiau comunicatele acestui grup și se distribuiau în toate barăcile. De asemenea, erau traduse în șapte limbi și difuzate de ordonanțe care puteau ieși din lagăr, prizonierilor de război din împrejurimile lagărului și chiar austriecilor. Un subgrup al serviciului de ascultare transmitea Rezistenței franceze informații de ordin militar, de exemplu despre testarea tancului Tiger care se făceau pe terenul de instrucție din apropiere. Grupul din organizație numit „de supraveghere a trădătorilor și de apărare împotriva germanilor” avea sarcina de a preveni prin observatori descoperirea de către germani a activităților clandestine. „Grupul coletelor și al ocolirii cenzurii” făcea să ajungă la prizonieri și colete care conțineau lucruri interzise trimise de organizația de rezistență parteneră din Franța, precum o mașină de scris, un aparat de copiat documente și hărți, chiar și arme. Organizația din lagăr a putut ajuta la rândul ei organizația Apărarea Franței, când aceasta a fost afectată de o acțiune a Gestapoului, trimițându-i suma de 109.000 de franci adunată în lagăr. Lagărul era administrat de Wehrmacht și unii membri ai personalului erau antinaziști. Toate aceste acțiuni erau posibile numai cu ajutorul acestora și al rezistenței austriece care începea să se organizeze.
Altă activitate de rezistență a fost formarea, începând cu mijlocul anului 1944, a unui grup de circa 400 de ofițeri cu misiunea de a acționa în eventualitatea evacuării lagărului sau a încercării de a-i lichida pe prizonieri.

#### Film și fotografii
O acțiune cu totul deosebită a prizonierilor a fost turnarea în secret, începând cu 1944, a unui film documentar întitulat Sous le manteau („Pe ascuns”, literal „Sub manta”), cu referire la filmarea în exterior cu camera mereu ascunsă sub o pelerină. Piesele din care au asamblat camera, pelicula, toate materialele necesare au fost primite în colete, de exemplu ascunse în capete de salamuri, pentru că germanii le controlau totdeauna tăindu-le la mijloc. Cutia camerei era făcută din copertele unui dicționar luat din bibliotecă, iar micile bobine de peliculă de 8 mm erau ascunse în scobituri în tălpi de încălțăminte din lemn. La realizarea filmului au contribuit 50 de prizonieri. Au filmat tot felul de scene din viața lagărului, inclusiv percheziții făcute de germani și activități clandestine ale prizonierilor: săparea de tuneluri, ascunderea bobinelor, ascultarea emisiunilor de radio etc. Au continuat filmarea și în timpul evacuării lagărului, până imediat după capitularea Germaniei. S-au păstrat trei variante ale filmului.
Încă din noiembrie 1940, prizonierii au amenajat un atelier fotografic clandestin. Prizonierul Marcel Corre avea un aparat Kodak care i-a fost confiscat la o percheziție din 1943, apoi un camarad i-a împrumutat un aparat Rolleiflex⁠(d), care a scăpat de patru percheziții. Au fost făcute aproape 2.000 de clișee, majoritatea de Corre, cu scene din viața lagărului, unele banale, altele neplăcute pentru prizonieri, ca escortarea unui prizonier la arest sau dezordinea dintr-o baracă după o percheziție. Atelierul a servit și la realizarea de fotografii de identitate pentru acte false și copierea unor hărți și alte documente necesare pentru evadare.

#### Încercări de evadare
Activitatea principală de rezistență era evadarea. Organizația de rezistență coordona încercările de evadare și le sprijinea activ prin procurarea de bani, acte de identitate false, informații necesare, pregătirea de adăposturi pentru evadați în exteriorul lagărului. În perioada existenței acestuia au fost 32 de încercări de evadare, majoritatea prin săparea de tuneluri. În afară de unul, toate tunelurile au fost începute în barăci și descoperite de germani. Distanțele până dincolo de gard erau prea mari și germanii căutau sistematic urmele săpăturilor, găsind pământul care era scos. Prizonierilor le dădea curajul de a evada faptul că în Convenția de la Geneva era înscris doar că încercarea de evadare și evadarea sunt acte de indisciplină și că orice sancțiune disciplinară poate fi de maximum o lună de izolare în arestul lagărului.
Cea mai importantă încercare de evadare, prin numărul participanților, din Oflag XVII-A și totodată din toate lagărele de prizonieri de război ale Germaniei naziste, a avut loc în zilele de 18 și 19 septembrie 1943.
Prizonierilor li s-a permis să construiască un teatru în aer liber pe care l-au numit Théâtre de la verdure („Teatrul verdeții”). L-au decorat cu crengi înfrunzite care îl ascundeau parțial vederii din turnurile de pază. Conform unor surse, delegați ai Crucii Roșii veniți în lagăr au reclamat că prizonierii nu au niciun adăpost în caz de atac aerian, și aceștia au primit unelte ca să sape șanțuri pentru aceasta. Pornind dintr-un șanț au săpat un tunel. Conform altei surse, tunelul a fost săpat pornind din șanțul de drenare a apei de ploaie din jurul teatrului. Acesta era relativ aproape de gardul dublu și prizonierii au săpat circa 90 de metri până la câțiva metri dincolo de el. Tunelul era foarte îngust, aproximativ de 50 cm lățime pe 70-80 cm înălțime, și au lucrat culcați. Au trebuit să rezolve aerisirea pompând aer în el printr-o conductă făcută din cutii de conserve, cu o pompă construită de ei. Au făcut și un mic vagonet și o pereche de șine pe care era tras, pentru a scoate pământul. La suprafață era scos în săculețe pe care cei însărcinați cu aceasta le duceau ascunse sub pelerină, și pământul era împrăștiat prin lagăr. În paralel, alți prizonieri au pregătit haine civile, documente false, hărți etc..
Un prim grup a ieșit din lagăr în noaptea de sâmbătă 18 septembrie pe duminică, fără să fie văzut. În acea zi, germanii nu au observat lipsa evadaților, o parte din gardieni fiind liberi și neținându-se apeluri. Al doilea grup a ieșit în noaptea următoare. Au ieșit în total 132 de prizonieri, marea majoritate francezi, și nu se știe câți polonezi. În ambele nopți, ieșirea s-a desfășurat fără piedici, au reușit să respecte și ordinea în care era prevăzut să iasă, deși se adunau mulți în tunel și trebuiau să aștepte în poziție fetală. Lipsa de aer i-a făcut pe unii să leșine. De la ieșirea din tunel, evadații mai aveau de parcurs în fugă o distanță scurtă până printre copacii din apropiere. Formau mai ales grupuri de doi-trei, majoritatea fiind pregătiți să se dea drept muncitori francezi la muncă obligatorie în Germania.
Germanii au constatat lipsa evadaților abia luni 20 septembrie și au declanșat imediat căutarea lor. În marea lor majoritate au fost capturați în scurt timp și duși înapoi în lagăr. După unele surse, primii dintre ei au fost readuși în lagăr chiar înainte ca personalul să constate lipsa lor. Au scăpat opt la zece oameni, dintre care numai doi au ajuns în Franța înainte de terminarea războiului, iar ceilalți au ajuns deocamdată probabil în Slovacia sau Ungaria.
După acest eveniment, în lagăr a venit o comisie numeroasă de ofițeri superiori germani ca să investigheze cele întâmplate. S-a păstrat raportul despre această anchetă, în care nu se pomenește de evadare. Probabil organele însărcinate cu lagărele de prizonieri de război au vrut să o minimizeze, ca să nu fie trase la răspundere. Nici prizonierii nu au avut de suferit consecințe grave.
Unul din cei ajunși în Franța, Jean Cuene-Grandidier, care cunoștea limba germană și avea acte false, se dădea drept francez care venea la muncă în Germania. Știa că asemenea muncitori primeau permisii și astfel voia să ajungă în Franța. A ajuns fără dificultăți cu trenul la Viena, pe care o cunoștea, și avea adrese date de organizația de rezistență din lagăr ale unor persoane care ajutau evadați. Una din acestea l-a orientat spre un spital unde lucrau câțiva studenți la medicină francezi, care l-au adăpostit. Unul din aceștia a plecat în permisie și i-a contactat pe părinții lui Cuene-Grandidier. Aceștia i-au făcut rost de un act de identitate autentic în alb, cu fotografia lui și completat cu nume și date false, dar cu ștampile de asemenea autentice. Astfel a obținut și contract de muncă german și a lucrat ca infirmier la un spital de boli venerice, ajungând chiar șeful infirmierilor străini. Ca să fie lăsat în permisie, a făcut rost de un certificat de deces fals al „tatălui său” și a primit permisie pe baza acestuia. A cumpărat bilet de tren dus-întors ca să nu dea de bănuit și a călătorit în Franța fără probleme, în compania unor ofițeri germani. Deja în cursul călătoriei sale până la Viena, la Viena și călătorind spre Paris, a căutat să rețină tot ce avea caracter militar din ceea ce vedea, de pildă locurile în care erau plasate baterii antiaeriene. La Paris a contactat o organizație de rezistență și i-a dat informațiile care o interesau. Organizația l-a trimis să treacă clandestin în Elveția. La Geneva a lucrat la Delegația Generală a Rezistenței Franceze, iar la sfârșitul lui 1944 s-a întors la Paris și a fost avansat la gradul de maior la Direcția de Cercetare.

## Sfârșitul lagărului
În aprilie 1945, Armata Roșie a ajuns aproape de lagăr și circa 4.000 de prizonieri au fost evacuați, pornind pe jos spre vest. Circa 600 au fost lăsați în lagăr, unii care erau prea slăbiți, și alții care nu au vrut să plece și li s-a permis să rămână. Cei care au plecat au avut mult de suferit. Făceau 15-20 km în medie pe zi cărând cel puțin 25 kg în spate. Dormeau sub cerul liber și practic nu erau hrăniți de germani. Făceau rost de mâncare de la localnici, prin troc cu țigări pe care le mai aveau din colete și săpun făcut de ei în lagăr. În patru zile au ajuns în împrejurimile orașului Nové Hrady⁠(d) (în germană Gratzen) din regiunea Boemia de Sud. Francezii erau practic liberi, sub comanda generalului Pierre Marius Ernest Gibert, ofițerul cu gradul cel mai înalt, deși comandantul lagărului și o parte din personalul german era tot cu ei. 700 de foști prizonieri erau prea obosiți sau bolnavi și au rămas pe loc. Ceilalți, circa 3.000 au mers mai departe până în zona orașului Kaplice⁠(d) (Kaplitz). La 6 mai 1945 au dezertat și membrii personalului care nu dezertaseră până atunci pe drum. În ultimele zile de război, circa 400 de francezi au ocupat practic zona, au făcut baraje pe drumuri și au dezarmat germani care căutau să scape de sovietici ca să se predea americanilor. După capitularea Germaniei la 8 mai 1945, americanii i-au dus cu camioane pe cei 3.000 de foști prizonieri la Linz și de acolo i-au repatriat cu avioane. Cei rămași în lagăr au fost repatriați de americani în 19-20 mai. La cei rămași la Gratzen au ajuns sovieticii în 10 mai și i-au condus spre est, intenționând să-i ducă în URSS. Ajunși în Austria, în satul Engabrunn, francezii au refuzat să meargă mai departe. Comandantul lor a mers la Viena și a obținut să fie duși într-o tabără de adunare a foștilor prizonieri, la Gmund am Tegernsee. Unii au pornit de acolo, cum au putut, într-un periplu aventuros către casă. Majoritatea au fost luați la 9 iunie și repatriați de americani în camioane. Ultimii foști prizonieri din Oflag XVII-A, răspândiți prin Germania, au ajuns acasă în august-septembrie.
Zona fostului lagăr a fost folosită de Armata Roșie pentru instrucție. În 1955, când trupele de ocupație aliate au părăsit Austria, terenul a rămas cu aceeași destinație pentru armata austriacă.